# Нана Менса
Нана Яу-Гідо Аманква-Менса (англ. Nana-Yaw Gydeu Amankwah-Mensah; нар. 19 січня 1989, США) — бельзький та американський футболіст, півзахисник клубу «Мічиган Старз». Має також американське та ганське громадянство.

## Клубна кар'єра
Народився в Нью-Йорку, але має змішане белізько-ганське походження.
Футбольну кар'єру розпочав у нижчих лігах Туреччини. У сезоні 2012/13 років виступав за «Чаталчаспор» у Третій лізі Туреччини. Залишивши клуб вільним агентом півроку перебував без команди, після чого перейшов до «Яловаспору», де провів півроку. З вересня 2014 року по січень 2015 року був гравцем «Борнова 1881 Спор». Потім грав за «Балікешир ББ», але в липні 2015 року вільним агентом залишив команду.
У 2016 році повернувся до США, де підсилив «Філадельфія Ф'юрі». Але з 2018 по 2019 рік знову грав у Туреччині, цього разу за «Баладія Бінгюльспор». З 2019 року захищає кольори американського клубу «Мічиган Старз».

## Кар'єра в збірній
На міжнародному рівні теоретично міг представляти США (країна народження), Беліз або Гану (обидві — завдяки походженню). Проте пробитися до збірних США або Гани представнику скромних турецьких клубів було майже неможливо, тому Нана вирішив захищати кольори Белізу. Дебютував у футболці національної збірної Белізу 4 вересня 2015 року в програному (0:3) матчі проти Канади.